# Прискорена кінозйомка
Прискорена кінозйомка (рапід-зйомка, від фр. rapide — швидкий) — кінозйомка із частотою кадрів від 200 до 10 000 кадрів на секунду. Здійснюється при безперервному рівномірному русі кіноплівки з використанням різних оптичних і електронних способів комутації світлового потоку.
На Заході використовують термін Уповільнений рух (англ. Slow Motion, або англ. slowmo) — ефект уявного уповільнення часу в кінематографі, телебаченні і в комп'ютерних іграх.
Використовується в різних галузях науки й техніки для дослідження короткочасних і швидкоплинних процесів. Такі, наприклад, процеси горіння й вибуху, взаємодія різних механізмів, поширення ударних хвиль і іскрових розрядів.

## Застосування

Прискорена зйомка людського ока

Застосовують для створення науково-популярних і навчальних кінофільмів, що демонструють у деталях усі фази руху об'єкта зйомки.
У кінематографі, телебаченні та комп'ютерних іграх застосовують для повтору та показу в подробицях цікавих моментів, особливо в спорті.
У художньому кіно застосуванням прискореної кінозйомки створюють враження зниженої гравітації для імітації руху людини в місячному та марсіанському ландшафтах. Також прискорену зйомку застосовують при макетних зйомках для створення ілюзії того, що відбувається на великому віддаленні від камери обвалу або руйнування великого об'єкта (так, наприклад, виконували частина зйомок у фільмі «Екіпаж»). Прискорена кінозйомка дозволяє створювати різні художні ефекти, наприклад, дії героя «у сні», тощо.

## Приклади
- Політ кулі знятий зі швидкістю 1 млн кадрів на секунду [Архівовано 31 жовтня 2010 у Wayback Machine.]